# Hookeriopsis utacamundiana
Hookeriopsis utacamundiana là một loài Rêu trong họ Hookeriaceae. Loài này được (Mont.) Broth. mô tả khoa học đầu tiên năm 1907.